# Manuel Fernández Núñez
Manuel Fernández y Fernández Núñez (La Bañeza, 7 de octubre de 1883-Madrid, 21 de enero de 1952) fue un musicólogo, abogado y político español. 

## Biografía
Cursó los estudios de Derecho en la Universidad de Salamanca. Tras alcanzar el grado de doctor, se instaló en Madrid para realizar en su conservatorio estudios de piano, armonía, contrapunto y composición. Posteriormente, fue profesor de Derecho en la Universidad Agustiniana de El Escorial, época en que inició la publicación de una serie de obras sobre su especialidad y también centradas en diversos aspectos de la música y el folklore. Durante la dictadura de Primo de Rivera llegó a ocupar el cargo de gobernador civil de Lérida. También ocupó el cargo de alcalde de San Lorenzo de El Escorial. Fernández Núñez fue una figura relevante dentro del movimiento regionalista leonés de principios del siglo XX. En su ensayo de 1919 El problema del regionalismo en España polemizó sobre la cuestión territorial al afirmar que de "la descentralización surge la mancomunidad municipal; de la provincial o regional, la autonomía; y de este concepto la soberanía regional”. Más adelante, en su reconocida obra de 1931 Folk-lore leonés, sostuvo que “las canciones populares, las leyendas, la tradición, la música, el traje, las modalidades peculiares, el dialecto, cuanto tiende a expresar manifestaciones propias, espontáneas, de la región, sin mixtificaciones sospechosas harán historia”. Como consecuencia de esta trayectoria, en 1933 fundó el grupo "Amigos de León", que defendía los intereses de la región leonesa en cuestiones industriales, agrícolas y de cultura tradicional para "constituirse en árbitro de sus propios destinos”. Falleció el 21 de enero de 1952 en Madrid.
Autor del libreto de la comedia lírica El mozo de mulas (ópera en tres actos sobre un episodio de El Quijote), del compositor burgalés Antonio José (1902-1936).

## Obras
- Cantos populares leoneses (1909)[8]
- Canciones leonesas[2]
- Apuntes para la historia del partido de La Bañeza[2]
- Las canciones populares y la tonalidad medieval
- Folklore bañezano (1914)
- Los foros en León
- El problema del regionalismo en España (1919)
- Paisajes de aldea (1921)
- Las canciones populares y la tonadilla medieval en las Cantigas de Alfonso X el Sabio
- La tonadilla y las tonadilleras
- Vida de los músicos españoles (1925)
- Canciones populares del Norte de España y las canciones populares de Grieg
- El romance y la canción popular bañezana (1931)
- Folk-lore leonés (1931)
- Anecdotario político (1931)
- Inquietudes de la nueva España (1931)